# 第一次非瑟堡之役
第一次非瑟堡之役（英語：Fort Fisher）爆發於1864年12月7日至12月27日，聯邦軍隊企圖攻克位於北卡羅萊那州New Hanover郡之威明頓（Wilmington）的非瑟堡。

## 雙方陣營

### 聯邦
指揮為班傑明·富蘭克林·巴特勒，不久前於百慕達韓垂會戰中遭受失敗，跟隨出戰的是其詹姆斯軍團。另外美國海軍派遣波特(David Dixon Porter)的艦隊(包括60艘戰船)支援巴特勒。

### 邦聯
非瑟堡又名為“邦聯的直布羅陀”，因此它的防衛十分強，而且部署了超過50門重型大砲; 堡壘有1,400名威廉‧蘭姆(William Lamb)麾下的守衛。

## 戰役

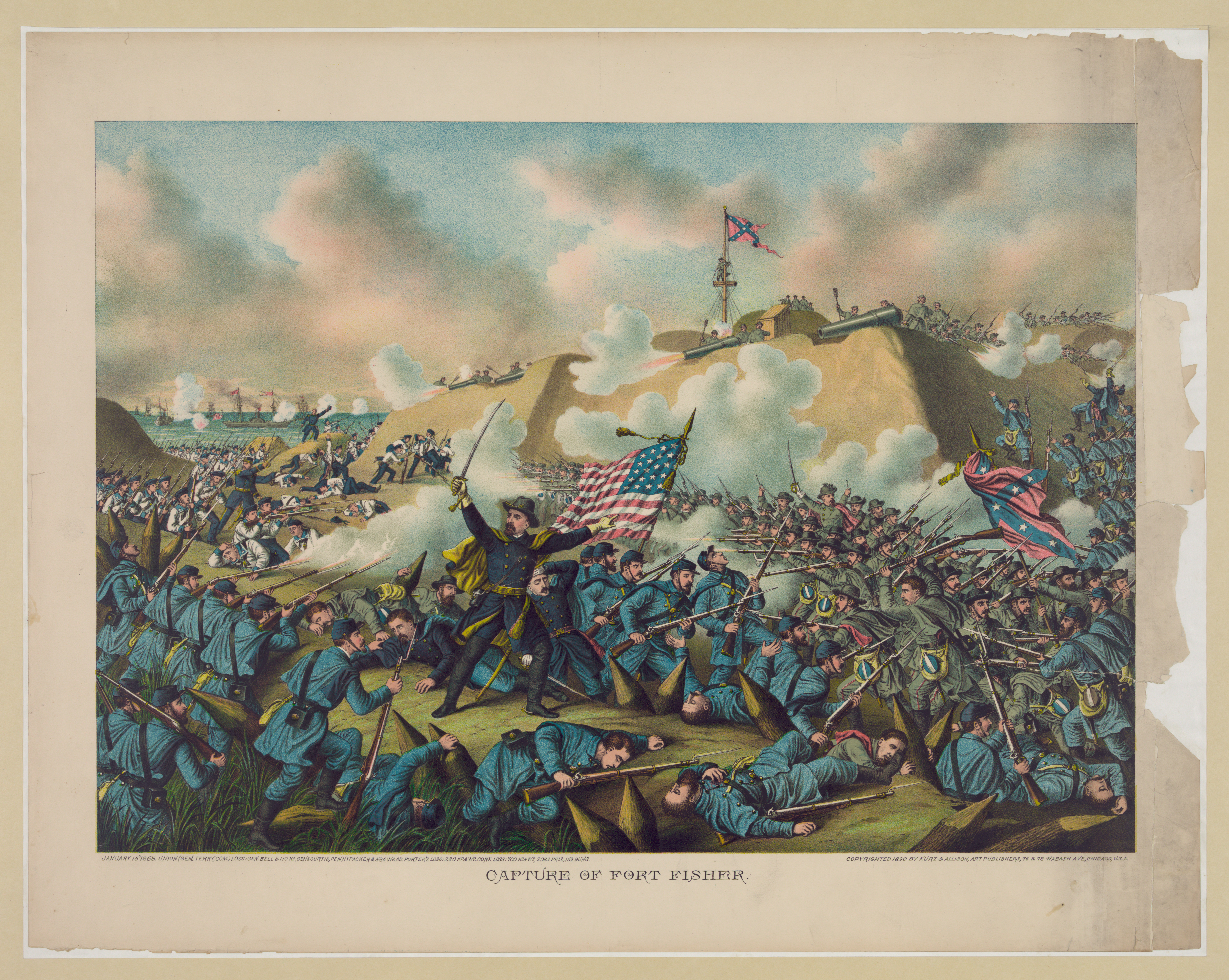

巴特勒的大軍登上戰艦，於12月24日到達並開始炮轟非瑟堡，巴特勒曾嘗試派一艘裝滿火藥的小船靠近非瑟堡，然後戰艦用炮火擊中它，從而毀掉整座堡壘，但結果小船爆炸後只有沙石飛舞。聯邦軍隊只得再花12小時繼續向非瑟堡開砲。
其後2,200名聯邦軍人登陸，向非瑟堡發動進攻，起初他們成功逼使守在最前線的300名年輕邦聯軍人投降，但最後敵不過重型大砲反擊，聯邦軍人撤離。
不久，在巴特勒重整部隊時，李將軍麾下的Hoke率領其薪下趕到，支援非瑟堡。巴特勒立即信心全失，全軍撤退。為此，他被林肯辭去軍職。